# لیتا
ایمی کریستین دوماس یا لیتا یک کشتی‌گیر حرفه‌ای و دیوای بازنشسته است که از سال ۱۹۹۹ تا ۲۰۰۶ فعال بوده‌است.
بعد از مدتی کار در بخش‌های مستقل و ای سی دبلیو، دوماس در ۱۹۹۹ با دبلیو دبلیو اف قرارداد بست. در اصل او با اسا ریوس جفت شده بود، ولی او با مت و جف هاردی موفقیت‌های بیشتری بدست آورد. در دوران شغلیش، او چهار بار قهرمان زنان شد. هم چنین در دوران اشتغالش بی تردید محبوب‌ترین کشتی گیر زن در تاریخ کمپانی بود با ۳ دوره قهرمانی کمربند زنان.
دوماس رابطه‌ای با مت هاردی آغاز کرد که سال ۲۰۰۵ بعد از خیانت با اج به پایان رسید. کمپانی از این درام واقعی بین آن‌ها استفاده کرد و در سال ۲۰۰۵ تا ۲۰۰۶ ماجرایی بین این سه شکل داد. این رابطه باعث اخراج مت هاردی در سال ۲۰۰۵ شد ولی سال بعد دوباره استخدام شد. دوماس در ۵ آوریل ۲۰۱۴ به عضویت تالار شهرت کمپانی درآمد.
بعد از بازنشستگی در سال ۲۰۰۶ وارد یک گروه پانک راک شد. این گروه سی دی خود را در ۱۱ سپتامبر ۲۰۰۷ منتشر کرد.

## زندگی شخصی
دوماس در اواخر ۱۹۹۹ عمل بزرگ کردن سینه انجام داد. رنگ طبیعی موهای او خرمایی است اما او از زمان شروع کارش در دبلیو دبلیو ای موهایش را قرمز می‌کرد. او دارای خالکوبی‌های متعددی است. اخیراً دو پرس در زبانش و دو پرس در بینیش ایجاد کرده‌است. او به این معروف است که آنقدر از کفش‌هایش استفاده می‌کند تا انگشتانش ظاهر شود.
دوماس عاشق حیوانات است. در سال ۲۰۰۳ او یک خیریه حیوانات به نام جنبش نجات و آموزش ایمی دوماس تأسیس کرد.
در سال ۱۹۹۹ او شروع به قرار گذاشتن با مت هاردی کرد. بخاطر برنامه‌های مختلف این دو، رابطه‌شان وقتی جدی شد که دوماس در سال ۲۰۰۰ به دبلیو دبلیو اف پیوست. در فوریه ۲۰۰۵ فاش شد که ماه هاست دوماس رابطه‌ای عاشقانه با اج دارد در حالیکه هنوز با هاردی است. کمی بعد از پخش این خبر، هاردی از دبلیو دبلیو ای رفت. هاردی چند ماه بعد برگشت و این ماجرای واقعی تبدیل به داستانی در کمپانی شد. از ۲۰۰۶ تا ۲۰۰۸ دوماس با عضو گروهشان، شین مورتون رابطه داشت. نزدیک سال ۲۰۰۹ هم برای حدوداً یک سال با سی ام پانک بود. اگرچه در مارس ۲۰۱۰، مت هاردی اعلام کرد دوماس و پانک دیگر باهم نیستند. در آوریل ۲۰۱۳ گزارش شد که دوماس و پانک دوباره پیش هم برگشته‌اند. اما در ادامه همین سال از هم جدا شدند. دوماس دوست صمیمی تریش استراتوس است.